# Mohammad Reza Zahedi
Mohammad Reza Zahedi (em persa: محمدرضا زاهدی; Isfahan, 2 de novembro de 1960 - Damasco, 1º de abril de 2024) foi um militar iraniano. Figura de alta patente do Corpo da Guarda Revolucionária Islâmica, comandou a Força Aeroespacial e as Forças Terrestres da corporação, Quando da sua morte, estava no comando da Força Quds no Líbano e na Síria.
Em 2024, Zahedi foi morto durante um ataque aéreo israelense ao consulado iraniano em Damasco. De acordo com a Canadian Broadcasting Corporation, ele era o único iraniano a fazer parte da Shura (conselho de orientação) do Hezbollah. Segundo The Guardian, Zahedi era  provavelmente uma figura fundamental na coordenação do relacionamento do Irã com o Hezbollah, no Líbano, e com o Governo Assad, da Síria. 

## Carreira militar
Zahedi entrou ingressou no Corpo de Guardas da Revolução Islâmica aos 19 anos e serviu como oficial de nível médio durante a Guerra Irã-Iraque. Ele comandou a 44ª Divisão Qamar Beni Hashem de 1983 a 1986 e, posteriormente, chefiou a 14ª Divisão Imam Hossein, de 1986 a 1991. Também comandou o Quartel-general de Thar-Allah, em Teerã e foi sub-comandante de operações do Corpo de Guardas da Revolução Islâmica. Por um curto período, em 2005, comandou a Força Aérea dos Guardas da Revolução. Em 21 de janeiro de 2006, ele foi nomeado comandante das Forças Terrestres do Corpo de Guardas da Revolução. De 2007 a 2015, chefiou a Força Quds na Síria e no Líbano.